# Nishiyama Sōin

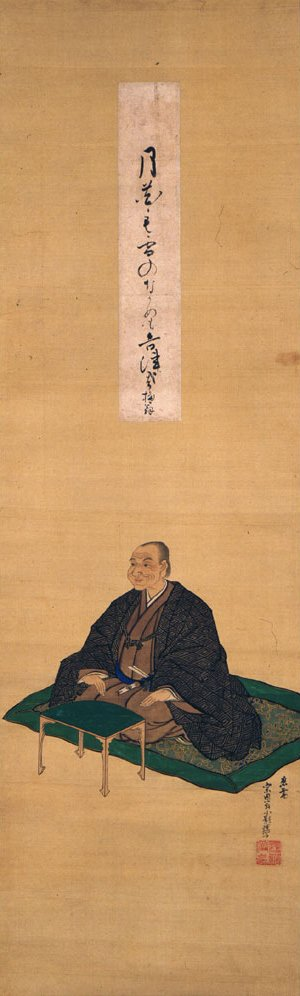
Porträt von Nishiyama Sōin

Nishiyama Sōin (japanisch 西山 宗因; geboren 1605 in Yatsushiro (Provinz Higo); gestorben 5. Mai 1682 vermutlich in Kyōto) war ein japanischer Renga- und Haiku-Dichter der frühen Edo-Zeit.

## Leben und Wirken

### Frühe Jahre
Nishiyama Sōin war der Sohn von Nishiyama Jirōzaemon (西山 次郎左衛門), einem Vasallen des Katō-Klans in Kumamoto. Etwa im Alter von 15 Jahren begann er seine Karriere als Verfasser von Renga-Gedichten unter dem Einfluss von Katō Masakata (加藤 正方; 1580–1648), dem 8. Oberhaupt der Katō-Familie. Dieser war ein Renga-Liebhaber und stellte Nishiyama als Pagen ein. Es war auch Masakata, der dafür sorgte, sodass er Unterricht bei Satomura Masataku (里村 昌琢; 1447–1636) in Kyōto erhalten konnte.
Sōins Respekt für Masakata hielt sein ganzes Leben lang an. Während er Masakata bei offiziellen Aufgaben begleitete, nahm er an verschiedenen Orten an Renga-Versammlungen teil und begann, Werke zu verfassen. Als jedoch 1632 die Enteignung der Familie Katō angeordnet wurde, veränderte sich Sōins Leben völlig. Um seinen Lebensunterhalt als Rōnin zu verdienen, zog er nach Edo und gewann die Schirmherrschaft von Satomura. Unter Satomuras Anleitung nahm er an Renga-Treffen in Kyōto teil und kam nach und nach mit den Samurai-Renga-Kreisen in Edo in Kontakt.
Im Jahr 1647 wurde Nishiyama zum Meister (宗匠) des „Ōsaka Tenmangu Rengajo“ (大坂天満宮連歌所) ernannt. Damit begann die beste Zeit seiner Tätigkeit als Renga-Dichter. Im Jahr 1649 konnte er den Kreis „Tenmangu Tsukiji Renga“ (天満宮月次連歌) wiederbeleben. Nishiyamas Aktivitäten waren weiterhin bemerkenswert Im Jahr 1653 brachte er zehntausend Gedichte zusammen, die die Götter der Familie Suga (菅家) zu ihrem 750-jährigen Jubiläum ehrten. Er hatte nun Anhänger unter den Daimyō im ganzen Land, Naitō Fūko (内藤 風虎; 1619–1685) ist vielleicht das beste Beispiel. Auf Einladung einflussreicher Schüler reist er durch das Land und verfasste mehrere Berichte darüber.

### Spätere Jahre
Ab der Kambun-Zeit (1661–1674) wandte Nishiyama sich auch dem Haiku zu und hinterließ zahlreiche Werke auf diesem Gebiet. Als er sich schon zurückgezogen und das Haar hatte scheren lassen, wurde er der Anführerer einer Gruppe von radikalen jungen Leuten und wurde zum Gründer der „Danrin Haikai Schule“ (談林俳諧派). Man verfolgte einen Übergangsstil des Haikai, der gegen den traditionellen „Teimon-Haikai“ entstand, der als oberflächlich empfunden wurde. Der neue Stil wurde auch Sōin-ryū (宗因流), oder nach Nishiyamas Haiku-Name auch Baiō-ryū (梅翁流) genannt. Ihara Saikaku zählt zu seinen Schülern, obwohl es für den wohl eher eine Nebenbeschäftigung war.

### Werke
Zu Nishiyamas Haikai gehören „Sōin Senku“ (宗因千句) 1673, „Temma Senku“ (天満千句) 1676, „Sōin Nanahyaku-in“ (宗因七百韻) 1677, „Sōin Hokkuchō“ (宗因発句帳), „Baiō Sōin Hokkushū“ (梅翁宗因発句集), herausgegeben 1681 vom Haiku-Dichter Tani Sogai (1733–1823).
Zu den Renga gehören „Fushimi Senku“ (伏見千句) 1657, „Ogura Senku“ (小倉千句) 1665, „Hamamiya Senku“ (浜宮千句) 1678, „Empō Senku“ (延宝千句) 1679, „Fuan Kaikyu’u Senku“ (風庵懐旧千句) 1679.
Zu seinen Reiseberichten gehören u. a. „Tsuyama Kikō“ (津山紀行) 1653, „Matsushima Ikkenki“ (松島一見記) 1663 und „Saikokudō Nikki“ (西国道日記) 1665.